# نهائي كأس الاتحاد الإنجليزي 1980
نهائي كأس الاتحاد الإنجليزي 1980 (بالإنجليزية: FA Cup final 1980) هي المباراة الختامية لتحديد الفائز في بطولة كأس الاتحاد الإنجليزي 1979–80 في النسخة 99 من مسابقة الكأس الإنجليزية للبطولة الأقدم في تاريخ في كرة القدم التي ينظمها الاتحاد الإنجليزي لكرة القدم، أقيمت نهائي كأس الاتحاد الإنجليزي بين نادي وست هام يونايتد وأرسنال على ملعب ويمبلي. انتهت المياراة بفوز نادي وست هام بهدف وحيد سجله تريفور بروكينج في الدقيقة 13 انحنى تريفور بروكينج لاعب وست هام ليحول الكرة برأسه في مرمى حارس مرمى أرسنال بات جينينجز. كانت هذه من ضمن المرات التي يفوز فيها فريق من خارج الدوري الممتاز بكأس الاتحاد الإنجليزي لكرة القدم. والانتصار الثالث لنادي وست هام في كأس الاتحاد الإنجليزي.
كان أرسنال المرشح الأوفر حظًا للفوز، مع توقع واسع النطاق ضمان فوزًا مريحًا. بعد أن شارك في النهائيين السابقين وكان في طريقه إلى إنهاء الموسم في المركز الرابع في دوري الدرجة الأولى، في المقابل عرف نادي وست هام اعتباره فريقًا مستقرًا في الدوري الإنجليزي الممتاز. وجد النادي نفسه في منتصف جدول الدوري في الدرجة الثانية موسم 1979-1980، بينما ينافس نادي آرسنال على جبهات متعددة في الدرجة الأولى. ومع اقتراب الفرق اللندنيين المتنافسة من نهائي كأس الاتحاد الإنجليزي لعام 1980، زادت الصعوبة المنافسة لنادي ويست هام على اللقب، ما زاده تصممًا على تحدي الصعوبات وسعى إلى إعادة كتابة السيناريو مختلف.
يقدم كأس الاتحاد الإنجليزي لكرة القدم فرصة نادرة للفرق من الدوريات الأدنى التطلع للوصول إلى نهائي كأس الاتحاد الإنجليزي. حدث هذا في عام 1980 حيث وصل وست هام إلى النهائي على الرغم من مسيرته الصعبة حيث انتصر في ربع النهائي على أستون فيلا من الدرجة الأولى ثم واصل تعادله مع بطل كأس الاتحاد الإنجليزي إيفرتون في نصف النهائي، مما أضاف طبقة أخرى من الصعوبة بعد التعادل في فيلا بارك، تم تحديد مباراة إعادة في إيلاند رود لتحديد من سيخرج منتصراً ويقف على عشب ملعب ويمبلي. في مواجهة مثيرة، خرج وست هام منتصراً بنتيجة 2-1 في الوقت الإضافي، بفضل هدف حاسم من الأسطورة فرانك لامبارد الأب، مع تأمين مكانهم كطرف في النهائي في مواجهة حامل اللقب نادي آرسنال.

## عن الفريقين
| الفريق          | التتويج | المشاركات السابقة في النهائيات (الخط الغليظ للأرقام يشير لسنة التتويج باللقب) |
| --------------- | ------- | ----------------------------------------------------------------------------- |
| وست هام يونايتد | 2       | 3 (1923، 1964، 1975)                                                          |
| أرسنال          | 5       | 10 (1927، 1930، 1932، 1936، 1950، 1952، 1971، 1972، 1978، 1979)               |

## المباراة

### تفاصيل المباراة
| وست هام يونايتد | 1–0      | أرسنال |
| --------------- | -------- | ------ |
| بروكينغ 13'     | (Report) |        |

| وست هام يونايد | أرسنال |

|          |    |                    |  |
|          |    | تشكيلة الفريق:     |  |
| GK       | 1  | فيل باركس          |  |
| RB       | 2  | راي ستيوارت        |  |
| LB       | 3  | فرانك لامبارد الأب |  |
| CB       | 4  | بيلي بوندز (c)     |  |
| CB       | 5  | ألفين مارتن        |  |
| LM       | 6  | ألان ديفونشاير     |  |
| RM       | 7  | باول ألين          |  |
| CF       | 8  | ستيوارت بيرسون     |  |
| CF       | 9  | ديفيد كروس         |  |
| CM       | 10 | تريفور بروكنغ      |  |
| CM       | 11 | جيف بايك           |  |
| البديل:  |    |                    |  |
| LB       | 12 | باول براش          |  |
| المدرب:  |    |                    |  |
| جون ليال |    |                    |  |

|          |    |                 |     |
|          |    | تشكيلة الفريق:  |     |
| GK       | 1  | بات غينغز       |     |
| RB       | 2  | بات رايس (c)    |     |
| LB       | 3  | جون ديفين       | 61' |
| CM       | 4  | برايان تالبوت   |     |
| CB       | 5  | ديفيد أوليري    |     |
| CB       | 6  | ويلي يونغ       |     |
| CM       | 7  | ليام برادي      |     |
| CF       | 8  | ألان سندرلاند   |     |
| CF       | 9  | فرانك ستابليتون |     |
| RM       | 10 | ديفيد برايس     |     |
| LM       | 11 | غراهام ريكس     |     |
| البديل:  |    |                 |     |
| LB       | 12 | سامي نلسون      | 61' |
| المدرب:  |    |                 |     |
| تيري نيل |    |                 |     |

| قواعد المباراة - مدة المباراة 90 دقيقة مقسمة إلى شوطين مدة كل شوط 45 دقيقة. - تلعب أشواط إضافية من 30 دقيقة مقسومة إلى شوطين مدة كل شوط 15 دقيقة. - يتم لعب مباراة إعادة في حال استمرار التعادل في الأشواط الإضافية. - يمكن إجراء تبديل واحد فقط. |